# Straight into Love
Straight Into Love este piesa ce va reprezenta Slovenia la Concursul Muzical Eurovision 2013.